# Sembukuttiarachilage Roland Silva
Sembukuttiarachilage Roland Silva, né le 5 juin 1933 au Sri Lanka, est un spécialiste de préservation des vestiges. Il est le premier président asiatique du Conseil international des monuments et des sites (ICOMOS).
Dans les années 1950, à Londres, il a étudié l’architecture tropicale à l’Architectural Association School of Architecture, à l'Institut royal d’archéologie et à l'Institut d’archéologie de l’université de Londres. En 1988, il a obtenu un doctorat à l’université de Leyde aux Pays-Bas. 
Il a contribué à introduire la méthode scientifique dans l’archéologie en Asie, surtout la préservation des vestiges en Asie.

## Publications
- Religious Architecture in Early amd Medieval Sri Lanka
- Conservation theory
- Conservation Practice
- Architectural Theory

## Distinction
- Prix de la culture asiatique de Fukuoka en 2004[1]